# Denison (Texas)
Denison é uma cidade localizada no estado norte-americano do Texas, no Condado de Grayson.

## Demografia
Segundo o censo norte-americano de 2000, a sua população era de 22.773. habitantes
Em 2006, foi estimada uma população de 23.957, um aumento de 1184 (5.2%).

## Geografia
De acordo com o United States Census Bureau tem uma área de
59,3 km², dos quais 58,5 km² cobertos por terra e 0,8 km² cobertos por água.

## Localidades na vizinhança
O diagrama seguinte representa as localidades num raio de 16 km ao redor de Denison.
Dwight D. Eisenhower ,o  34º Presidente dos Estados Unidos entre 1953 e 1961, nasceu nesta cidade em 14 de outubro de 1890 .